# Все по домам
«Все по домам» (итал. Tutti a casa) — итальянский кинофильм 1960 года, снятый режиссёром Луиджи Коменчини.

## Сюжет
Действие происходит в сентябре 1943 года после того, как маршал Бадольо объявляет о выходе Италии из войны. Страна оказывается под немецкой оккупацией. Лейтенант Инноченци, взвод которого был атакован немцами, выводит своё подразделение в безопасное место, где должен соединиться с другими итальянскими войсками. Однако по дороге солдаты, уставшие от армейской жизни, разбегаются. Инноченци, понимая, что не в силах ничего поделать, тоже переодевается в гражданскую одежду и отправляется домой, в Рим. На этом пути, сопровождаемый некоторыми из своих бывших подчинённых, он окунается в хаос военного времени, проходя через разрушенные города и избегая преследований немцев и местных фашистов...

## В ролях
- Альберто Сорди — лейтенант Альберто Инноченци
- Серж Реджани — инженер Ассунто Чеккарелли
- Карла Гравина — Сильвия Модена
- Мартин Болсам — сержант Квинтино Форначари
- Диди Перего — Катерина Бризигони
- Нино Кастельнуово — Кодегато
- Алекс Никол — Дэн Эл Тобэк
- Клаудио Гора — полковник
- Иоле Мауро — Тереза Форначари
- Мауро Феличиани — капитан Пассерини

## Награды и номинации
- 1961 — специальный золотой приз Московского кинофестиваля.
- 1961 — две премии «Давид ди Донателло» за лучшую работу продюсера (Дино Де Лаурентис) и за лучшую мужскую роль (Альберто Сорди).
- 1961 — премия «Серебряная лента» за лучшую работу продюсера (Дино Де Лаурентис), а также две номинации: лучший сценарий (Адженоре Инкроччи, Фурио Скарпелли, Луиджи Коменчини, Марчелло Фондато) и лучший актёр (Альберто Сорди).